# Trypanosoma brucei gambiense
Il Trypanosoma brucei gambiense (o t.b.g.) è l'agente eziologico della Tripanosomiasi africana umana (o malattia del sonno) insieme a Trypanosoma brucei rhodesiense. Questo agente eziologico si rintraccia nell'Africa Occidentale e centrale.

## Descrizione
Il Trypanosoma brucei gambiense è trasmesso dalle glossine igrofile, nome che deriva dalla loro tendenza a vivere in zone particolarmente umide. Non possiede serbatoi animali. È un'antropoparassitosi esclusiva dell'uomo che dà una patologia cronica per anni.
Durante il ciclo vitale, il parassita si presenta in due tipi diversi: epimastigote e trypomastigote, distinguibili tramite il punto di incrocio del flagello rispetto alla punta avanti della cellula. Le infezioni di questa sottospecie si passano da persona a persona con la puntura della mosca tse-tse (Glossina palpalis). Infatti, se avviene questo processo, bisogna che ci sia un'attività di controllo per evitare ulteriori danni. Il periodo di incubazione varia, ma solitamente può perdurarsi per qualche anno, lasso di tempo in cui l'individuo infettato può anche non manifestare nessun segnale. Il principio attivo usato è eflornitina.
Il processo infiammatorio chiamato Meningoencefalite ha come patogeno il Trypanosoma brucei gambiense, oltre a Naegleria fowleri, Trypanosoma brucei rhodesiense, Trypanosoma cruzi e il Toxoplasma gondii.

## Classificazione
Nel 1901 Robert Michael Forde vede per la prima volta questa sottospecie nel sistema vascolare umano, mentre l'anno successivo Joseph Everett Dutton la classifica come Trypanosoma gambiense (poi rinominata Trypanosoma brucei gambiense) sulla nave "The Gambia" in cui stava viaggiando.

## Diffusione
Secondo l'Organizzazione mondiale della sanità circa il 98% di casi di tripanosomiasi sono imputabili a questa sottospecie. Inoltre, sempre secondo quanto riportato dallo stesso organo l'infezione è limitata, con una maggiore diffusione nella Repubblica Democratica del Congo.